# 프레차르젠토

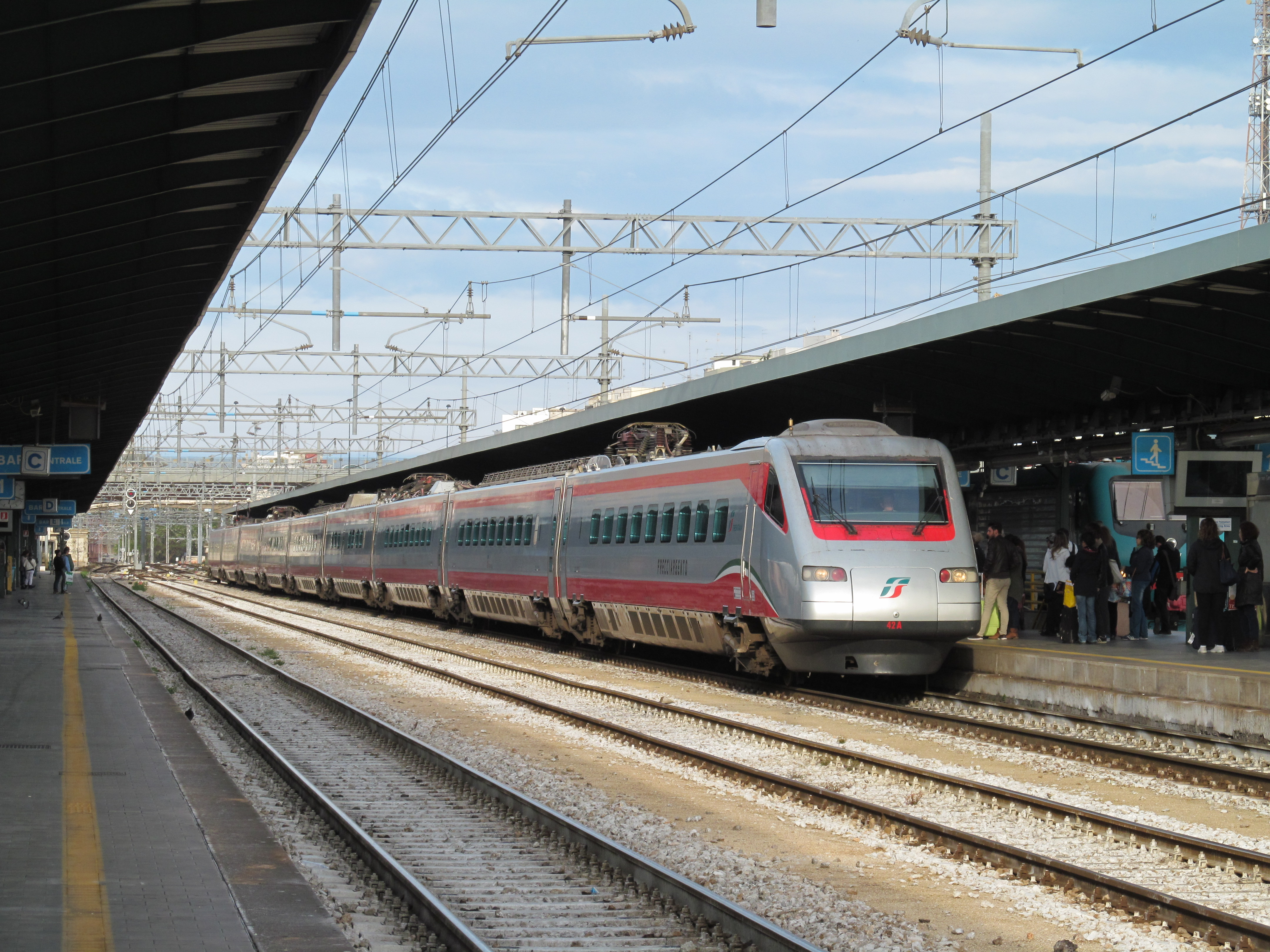
바리 첸트랄레역에 정차중인 프레차르젠토급 ETR 485 열차

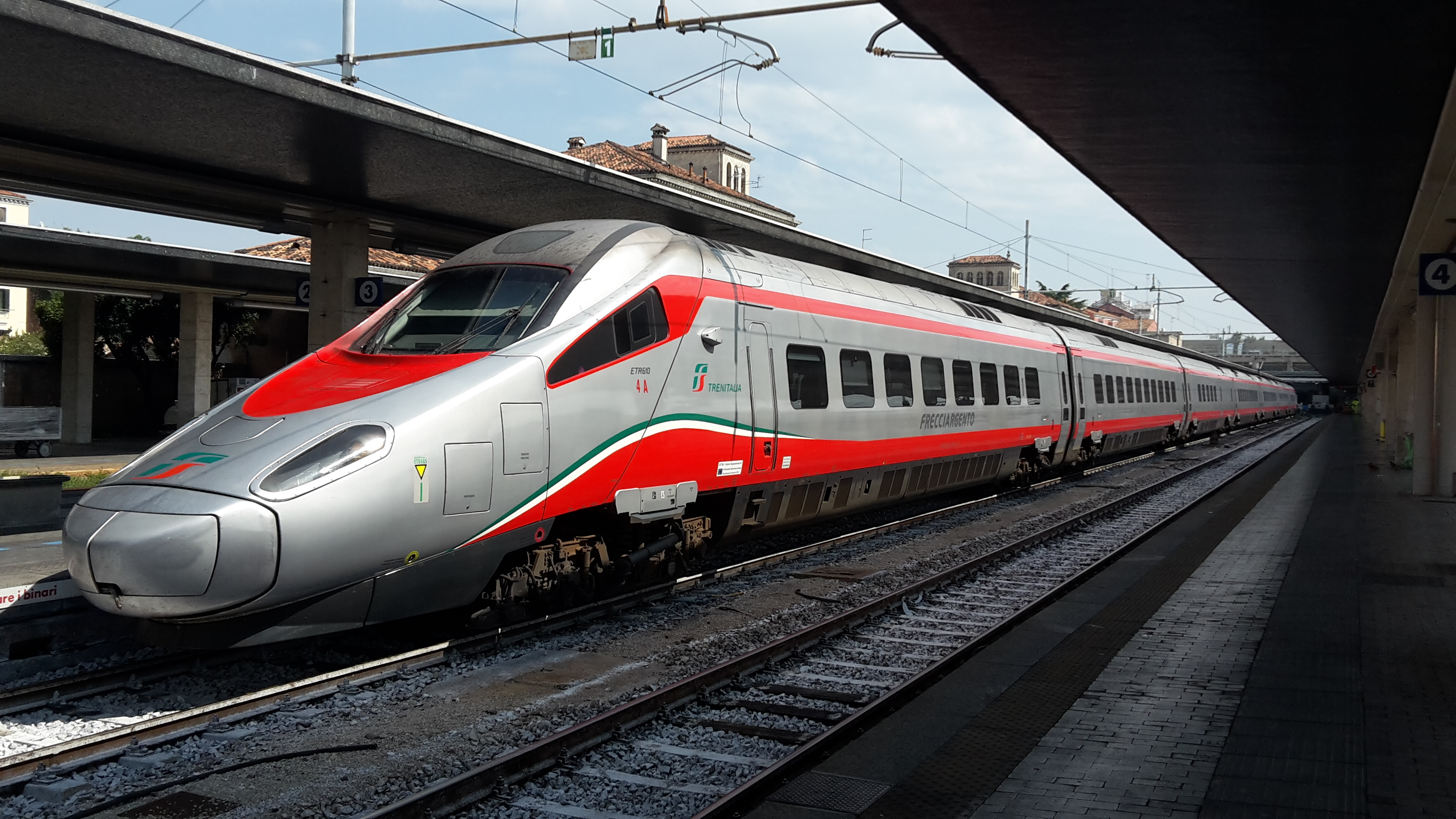
베네치아 산타 루치아역의 프레차르젠토급 ETR 610 열차

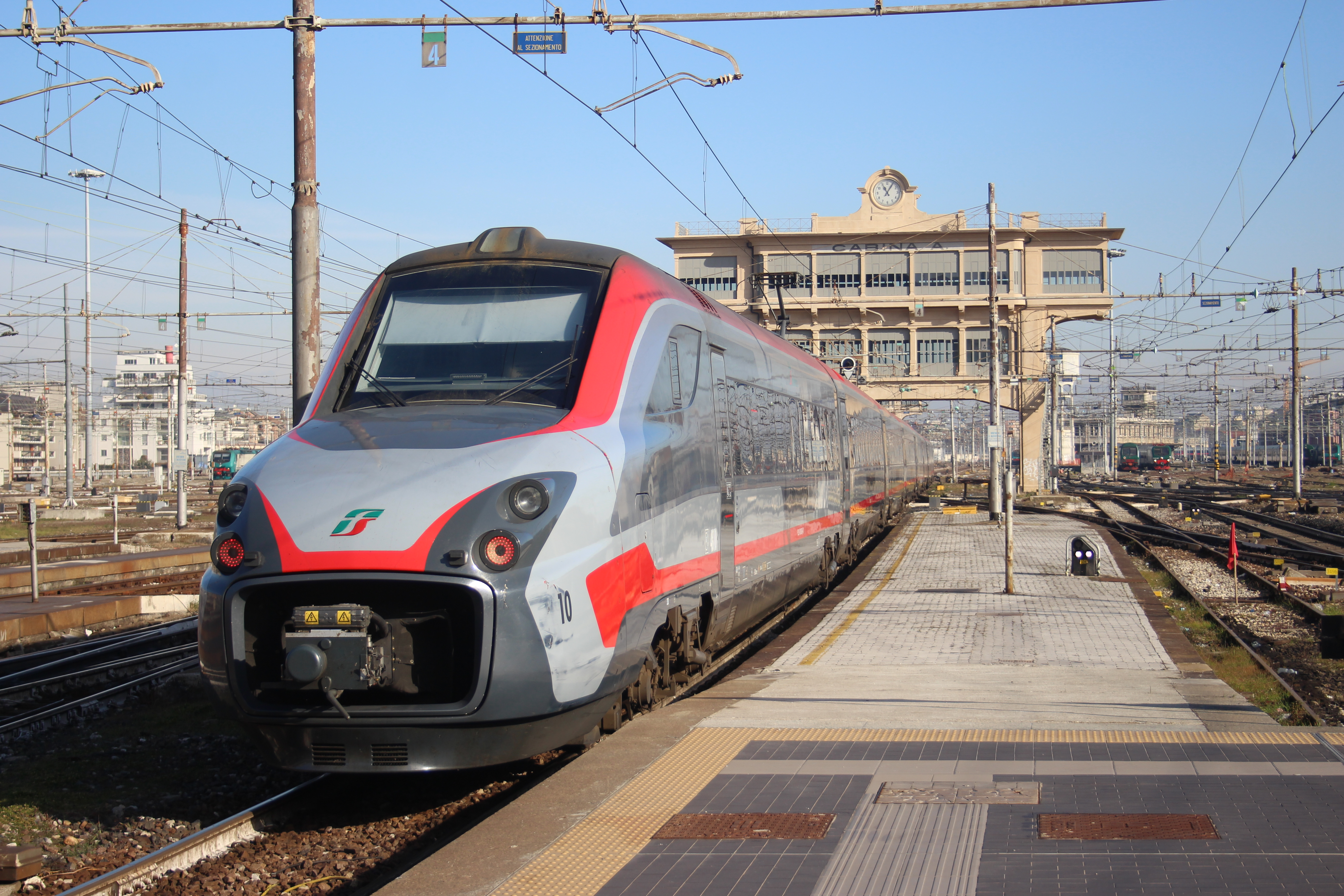
밀라노 첸트랄레역의 프레차르젠토급 ETR 700 열차

프레차르젠토 (Frecciargento)는 이탈리아 국영 철도기업 트렌이탈리아의 고속철도 운행 열차로, 프레차로사, 프레차비앙카와 함께 '레 프레체' 브랜드에 속하는 열차 등급이다.
이탈리아어로 '은색 화살'을 뜻하며, 2012년에 처음 도입되었다. 이전에는 에우로스타 이탈리아라는 브랜드로 지정되었다. 프레차르젠토의 최고속력은 250km/h에 달한다.
2022년 5월, 트렌이탈리아의 CEO 루이지 코라디는 2022년 하절기부터 프레차르젠토 등급이 단계적으로 폐지된다고 밝혔다. 기존 프레차르젠토 열차는 도색을 변경하여 프레차로사 등급으로 통합되어 운영된다.

## 노선
2022년 하절기까지 운영되었던 노선은 다음과 같다.
- 로마 – 나폴리 – 살레르노 – 라메치아테르메 – 레조디칼라브리아
- 우디네 - 베네치아 - 파도바 - 볼로냐 - 피렌체 - 로마
- 트리에스테 - 베네치아 - 파도바 - 볼로냐 - 피렌체 - 로마
- 볼차노/보첸 – 베로나 – 볼로냐 – 피렌체 – 로마
- 베르가모 – 브레시아 – 베로나 – 볼로냐 – 피렌체 – 로마
- 만토바 – 모데나 – 볼로냐 – 로마
- 로마 - 카세르타 - 베네벤토 - 포자 - 바리 - 레체
- 제노바 – 라스페치아 – 피사 – 피렌체 – 로마
- 밀라노 – 볼로냐 – 리미니 – 안코나[3]
- 밀라노 - 스트레사 - 도모도솔라 - 브리그 - 비스프 - 스피츠 - 툰 - 베른

2023년 5월 시점에서 계속 운영중인 노선은 다음과 같다.
- 로마 – 카세르타 – 베네벤토 – 풀리아(포자, 바를레타, 바리, 브린디시, 레체에 정차)
- 로마 – 나폴리 아프라골라 – 살레르노 – 파올라 – 라메지아 테르메 – 로사르노 – 빌라 산 조반니 – 레지오 칼라브리아
- 로마 – 피렌체 – 피사 – 라스페치아 – 제노아
- 로마 - 테르니 - 폴리뇨 - 페자로 - 리미니 - 라벤나

2024년 기준 운영 노선은 다음과 같다.
- 로마 - 나폴리 - 살레르노 - 라메치아 테르메 - 레조디칼라브리아
- 우디네 - 베네치아 - 파도바 - 볼로냐 - 피렌체 - 로마
- 트리에스테 - 베네치아 - 파도바 - 볼로냐 - 피렌체 - 로마
- 볼차노/보젠 – 베로나 – 볼로냐 – 피렌체 – 로마
- 베르가모 – 브레시아 – 베로나 – 볼로냐 – 피렌체 – 로마
- 만토바 – 모데나 – 볼로냐 – 로마
- 로마 - 카세르타 - 베네벤토 - 포자 - 바리 - 레체
- 제노바 – 라스페치아 – 피사 – 피렌체 – 로마
- 밀라노 – 볼로냐 – 리미니 – 안코나[4]
- 밀라노 - 스트레사 - 도모도솔라 - 브리그 - 비스프 - 스피츠 - 툰 - 베른

## 운행 차량
- ETR 485 : 틸팅 열차, 최고속력 250km/h
- ETR 600 : 틸팅 열차, 최고속력 250km/h
- ETR 610 : 국제 신호체계 적용 틸팅 열차, 최고속력 250km/h
- ETR 700 : 일반 열차, 최고속력 250km/h

## 같이 보기
- 프레차비앙카
- 프레차로사
- 이탈리아의 고속철도
- 에우로스타 이탈리아
- 유럽의 열차 등급